# تپه قلای میرآباد
قلعه تاریخی میرآباد مربوط به دوران پیش از تاریخ ایران باستان تا دوران‌های تاریخی پس از اسلام است و در شهرستان ثلاث باباجانی، بخش زمکان و شهر میر آباد واقع شده و این اثر در تاریخ ۴ خرداد ۱۳۸۴ با شمارهٔ ثبت ۱۱۷۹۳ به‌عنوان یکی از آثار ملی ایران به ثبت رسیده است.